# FS E632 sorozat
Az FS E632 sorozat és FS E633 sorozat két B-B-B tengelyelrendezésű, 3 kV egyenáramú  olasz villamosmozdony-sorozat. A mozdonyok beceneve olaszul: Tigre (tigris).

## Története
Az E.632/E.633-as mozdonyok voltak az első olasz mozdonyok, amelyeket az E.444.005-ös próbamozdonnyal végzett kísérletek alapján elektronikus vontatásvezérlő rendszerrel láttak el. A Ferrovie dello Stato (vagy FS, az olasz vasút akkori kvázi-monopóliumának) egy új mozdonyra vonatkozó igényét teljesítették, amelyet a közepes súlyú személyvonatokon és egy hasonlót a meredek vonalakon történő teherszállításhoz kellett használni.
Az első egység 1979. október 11-én futott be. Az első öt prototípussal végzett nehézkes tesztprogramot követően 90 mozdonyra (75 E.633, a teherszállító változat, és 15 E.632) adtak ki első megrendelést. A menetrendszerű járatok 1983-ban kezdődtek Észak-Olaszországban. Miután a kezdeti problémákat megoldották, a sorozat rendkívül sikeresnek és megbízhatónak bizonyult.

## Műszaki részletek
A korábbi FS-sorozatoktól eltérően az E.632/633-asok kocsiszekrénye nem csuklós. Az erőforrást három 1635 kilowattos (2193 lóerő) FS T850 egyenáramú vontatómotor alkotja, amelyek egyenként kéttengelyes, egymotoros forgóvázakra vannak szerelve. Mindegyik motor háromfrekvenciás chopperrel van ellátva, amely a régebbi olasz mozdonyokon használt ellenálláshálózatot (reosztát) helyettesíti. Ez lehetővé teszi, hogy a motorok korlátlan ideig kockázat nélkül működjenek.
A két sorozat különböző sebességváltóval rendelkezik: 36/64 az E.632 esetében, amelynek maximális sebessége 160 km/h, és 29/64, amelynek maximális sebessége csak 130 km/h, de nagyobb a vonóereje. Kezdettől fogva minden egységet felszereltek a szabványos 78 sodronykábellel a vezérlőkocsikhoz való csatlakoztatáshoz, ami hasznos volt az ingavonatok kialakításánál. 40 E633-at felszereltek 13 sodrású ZDS-kábellel (comando multiplo) is, hogy a "főmozdonyról" több másik mozdonyt is lehessen vezérelni, egyetlen mozdonyvezetővel.
A mozdonyok a pneumatikus fékeken kívül reosztatikus fékrendszerrel is rendelkeznek. A fékreosztát a tetőn, az áramszedők között helyezkedik el. A légfék a motor elhelyezésével kapcsolatos helyhiány miatt vegyes fékpofa-tárcsafék rendszert alkalmaz (kerekenként egy fékpofa és tengelyenként egy tárcsa); továbbá az E.632-esek fékhengerei 254 mm-esek, míg az E.633-asok 203,2 mm-esek. A chopper szabályozás és a reosztatikus fékezés lehetővé teszi, hogy a mozdonyvezető automatikus sebességszabályozást állítson be; a mozdony szükség esetén elektromos fékezéssel vagy vontatással próbálja tartani a beállított sebességet. Ez a sorozat volt az első Olaszországban, amely ezt lehetővé tette.

## Kapcsolódó fejlesztés
Az E.632/633 alapjául szolgált a szardíniai 25 kV-os váltakozó áramú vonalakon való használatra szánt FS E.491/FS E492-es mozdonyok fejlesztéséhez, amelyek azonban soha nem kerültek sorozatgyártásra.
Az E.652-es sorozat az E.633/2-ből származó mozdonytípus. Egyesítik az E.633-as gyorsulási és vontatási képességét az E.632-es sebességével (160 km/h); külsőleg majdnem azonosak az E.632/3-as mozdonyokkal, de az elektromos rész nagyon különbözik. Az első mozdony 1989-ben készült, és ez volt az első olasz mozdony, amely elektronikus fedélzeti diagnosztikával és a vezetőpulton lévő relatív képernyővel rendelkezett.
2017-től 171 E.652-es a Trenitalia Global Logistic (Cargo) részlegéhez van rendelve, tehervonatokat vontatva, bár néha meghibásodások miatt személyvonatok (gyakran távolsági vonatokon) lehet látni ezeket segélyszolgálatokon.
A Ferrovie Nord Milano E.620-as B-B mozdonya (becenevén Tigrotto) a sorozat két forgóvázas változata.

## Darabszámuk
- FS E632: 65 + 1 prototípus
- FS E633: 147 + 4 prototípus